# 急性間欠性ポルフィリン症
急性間欠性ポルフィリン症（Acute intermittent porphyria）は、酸素と結びつくヘモグロビンの補欠分子団のヘムの合成に影響を与える稀な常染色体優性遺伝の代謝疾患である。この疾病は、ポルフォビリノーゲン脱アミノ酵素の欠損に特徴付けられる。急性間欠性ポルフィリン症は、ポルフィリン症のうちで2番目に多いタイプのものである。

## 疾病のメカニズム
通常の環境では、ヘム合成は細胞質に先立ってミトコンドリアの中で開始され、最後もミトコンドリアに戻ってくる。しかしながら必要な細胞質の酵素であるポルフォビリノーゲン脱アミノ酵素なしでは、ヘム合成は終了せず、細胞質内に代謝中間物質であるポルフォビリノーゲンが蓄積してくる。
症状発現の引き金となるホルモン、薬剤、食事の変化などの付随的な要因が必要となる。急性間欠性ポルフィリン症の最初の症状として、腹痛、便秘、筋脱力症などが現われてくる。

## 治療
回復を手助けするためにグルコース10%液のような炭水化物の輸液が推奨される。もし薬剤が発作の引き金になったのなら、原因物質の服用を中止することが重要である。感染症が発作の一番多い原因であり、様々な治療が求められる。痛みは激烈で耐えられるレベルまで軽減するために鎮痛薬が往々に必要となってくる。その激烈さゆえに可能な限り早く痛みの医学的な治療が必要である。悪心が起こり、フェノチアジン薬剤が処置されるが、時には対応しきれない場合がある。時には、熱い風呂やシャワーが悪心を軽減する場合があるが、火傷や転倒のリスクもある。
ヘマチン及びアルギニン酸ヘムは、米国及び英国それぞれでの急性ポルフィリン症の処方薬である。より効果を引き出すためにこれらの薬剤は発作の際にごく初期に投与される必要がある。薬効は人によって異なる。これらの薬剤は治療薬ではないが、発作の期間を短くしたり、発作を緩和することができる。副作用は稀であるが、重篤な場合もありうる。これらのヘムに似た物質は、理論的にはアミノレブリン酸合成酵素を阻害し、それゆえ有毒な前駆物質の蓄積を阻害する。
何回も発作を経験している患者は、腸の慢性疼痛と同様に激烈な慢性神経因性疼痛に襲われることがある。これは影響を受けている神経系の軸索神経が損傷を受けていることによるものと思われる。このような場合には長時間有効な麻薬に類似した鎮痛剤が処方される。また、この疾患にはうつ病の発症を往々に伴うので、必要があるなら抗うつ薬を投与する必要がある。
急性発作をまさに体験している患者の尿は、ポルフィリンが存在しているが故に赤色かポートワイン色になることだろう。急性間欠性ポルフィリン症患者の尿は、ある程度の時間、紫外線を照射すると紫色になることがある。

## 有名な患者
フィンセント・ファン・ゴッホ やジョージ3世 (イギリス王) は、遺伝的な観点からも、急性間欠性ポルフィリン症に罹患していたと推測されている。ただし近年の研究においては、ジョージ三世の症状はポルフィリン症には合致しない部分が多いと指摘されている。